# Zaluka
Zaluka is een plaats in de gemeente Ozalj in de Kroatische provincie Karlovac. De plaats telt 58 inwoners (2001).